# Telestörningsnämnden
Telestörningsnämnden inrättades 1960 som ett samordnande och rådgivande organ för behandling av direktjordade starkströmsanläggningars inverkan på svagströmsanläggningar och starkströmsanläggningar med spänning inte överstigande 1000 volt. Arbetet är huvudsakligen inriktat på de skador på person och egendom som kan uppkomma som en följd av jordfel i starkströmsanläggningar.
Huvudmän för Telestörningsnämnden är Affärsverket svenska kraftnät, branschorganisationen Svensk Energi, teleoperatören TeliaSonera samt Trafikverket. Nämndens arbete sker i samarbete med Elsäkerhetsverket.